# Michael Erni
Michael Erni (* 1956 in Olten) ist ein Schweizer Musiker, Gitarrist, Komponist und Gitarrenlehrer.
Erni ist einer der renommiertesten Schweizer Gitarristen seiner Generation. Er schloss seine Studien am Konservatorium Zürich mit dem Lehr- und Konzertdiplom ab. Das Solistendiplom erwarb er am Konservatorium Bern mit „Auszeichnung“ bei Miguel Rubio. Es folgten weitere Studien bei Andrés Segovia und Pepe Romero, Meisterkurse bei William Kanengiser (Los Angeles Guitar Quartet), Robert Brightmore und Steven Thachuk.
Michael Erni produzierte verschiedene TV-, Rundfunk- und CD-Aufnahmen. Darin dokumentiert er eindrücklich seine virtuose Technik, seine vielfältigen, faszinierenden Gestaltungsmöglichkeiten und sein intimes Verhältnis zur spanischen Musik.
Er pflegt eine vielseitige Konzerttätigkeit, u. a. auch an internationalen Gitarrenfestivals. Als Solist hat er u. a. mit den Festival Strings Luzern, dem Symphonischen Orchester Zürich, dem M.-Nostitz-Quartett, Prag etc. gespielt.
Als Komponist hat Michael Erni Werke für Gitarre und für verschiedene kammermusikalische Besetzungen geschaffen, darunter drei Konzerte für Gitarre und Orchester, die u. a. erfolgreich in der Zürcher Tonhalle gespielt wurden. Verschiedene seiner Werke sind in Deutschland publiziert, u. a. beim renommierten Musikverlag „Zimmermann-Frankfurt“.
Michael Erni hat für sein vielseitiges musikalisches Schaffen verschiedene Auszeichnungen erhalten. 2011 wurde er zum „Artist of Royal Classics Strings“ ernannt, eine Auszeichnung des gleichnamigen spanischen Saitenproduzenten.